# Макадам
Макадамски пут, или само макадам (енгл. macadam), назив је за врсту пута саграђеног од више слојева добро набијеног ситног туцаника. Назив је добио по шкотском инжењеру Џону Макадаму.

## Макадамски пут
Макадамски пут се гради од више слојева туцаног камена. Прво се набацују већи комади, а затим све мањи и мањи. Теоретски је замишљено да се пут сам утабава употребом, тако што се под тежином возила мањи комади камена уклапају у празне просторе који претходно нису испуњени. Сем путева, макадамом се посипају и улице.

## Предности и мане макадама
По макадаму је вожња далеко пријатнија и удобнија. Пошто се током времена утабава дробљени камен, онда је ретко и потребна поправка. Уколико су улице посуте макадамом, онда се диже прашина и простор не може да се одржава чистим. Када је суво време, онда се диже прашина, а ако се попрска водом, онда се прави блато.

## Галерија
- Текстура макадама
- Макадамски пут
- Макадамски пут у Њу Хемпширу
- Макадамски пут у Америци